# Christie Laing

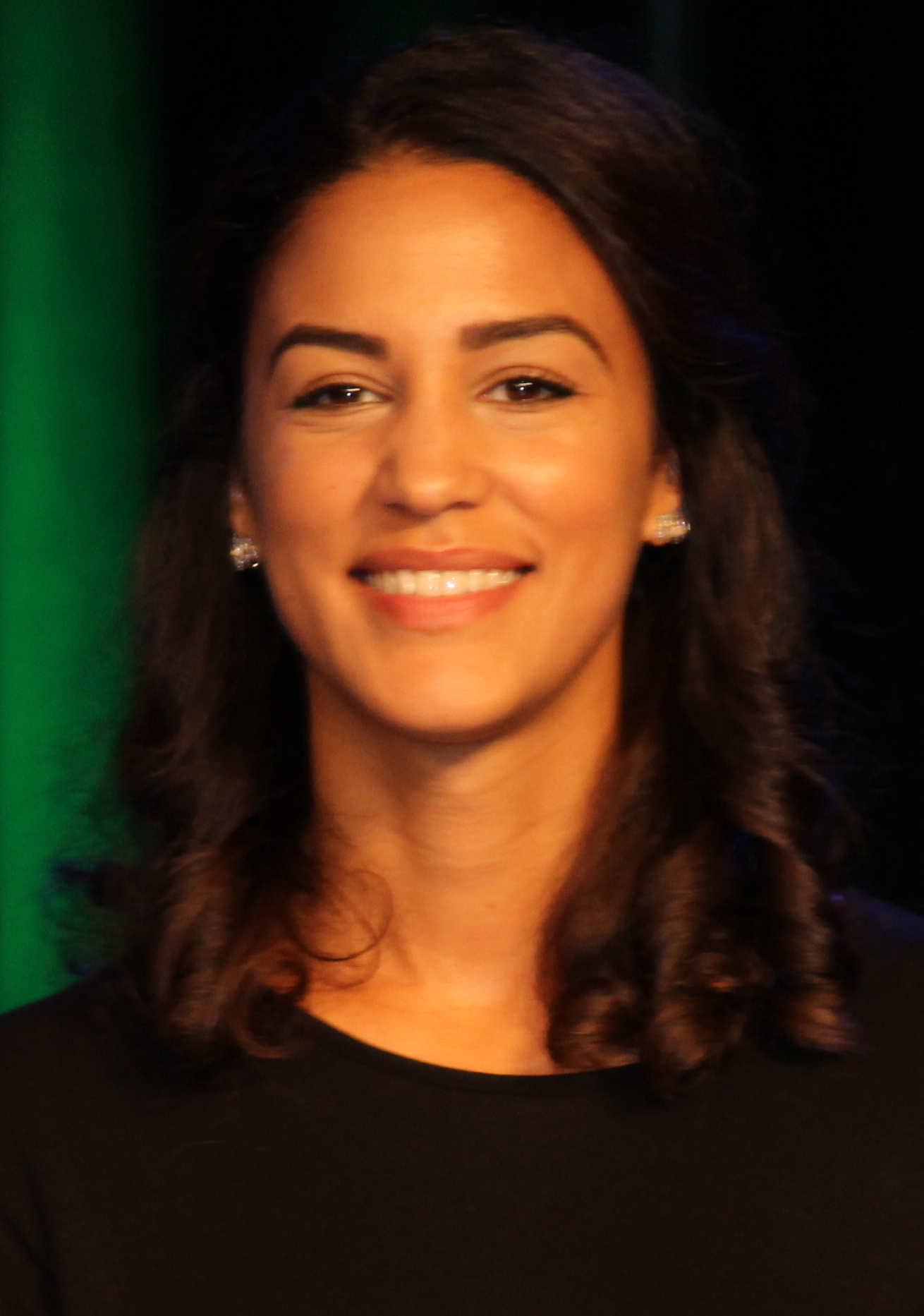
Christie Laing (2015)

Christie Laing  (* 10. April 1985 in Vancouver) ist eine kanadische Schauspielerin.

## Leben
Laing wurde in Vancouver geboren und wuchs in White Rock, British Columbia, auf. Sie ist väterlicherseits belizischer und mütterlicherseits englischer Abstammung. Laing war Flugbegleiterin und Zweitplatzierte im Wettbewerb Miss Richmond. Laing und ihre beiden jüngeren Schwestern, Nikki und Paige, machten Ausbildungen als Tänzerinnen, bis sie andere Prioritäten setzte und sich auf ihre Schauspielkarriere konzentrierte.
Sie wurde durch ihre Fernsehserienrollen als Carly Diggle  in  Arrow und Maid Marian in Once Upon a Time – Es war einmal … bekannt. 2015 spielte sie in der Rolle der Shamiqua in 8 Episoden der Fernsehserie UnREAL mit. 2018 verkörperte sie Michelle Hunter in der 4. Staffel der Fernsehserie iZombie.

## Filmografie (Auswahl)

### Filme
- 2006: Scary Movie 4
- 2008: Sea Beast – Das Ungeheuer aus der Tiefe (Troglodyte)
- 2010: Tucker and Dale vs Evil
- 2010: Percy Jackson – Diebe im Olymp (Percy Jackson & the Olympians: The Lightning Thief)
- 2010: Werwolf wider Willen (The Boy Who Cried Werewolf)
- 2011: Ein Cosmo & Wanda Movie: Werd’ erwachsen Timmy Turner! (A Fairly Odd Movie: Grow Up, Timmy Turner! ) (Fernsehfilm)
- 2013: Hochzeit ohne Ehe (Nearlyweds) (Fernsehfilm)
- 2015: Angel of Christmas (Fernsehfilm)
- 2015: Wish Upon a Christmas (Fernsehfilm)
- 2016: Mein Fake-Date (The Mistletoe Promise) (Fernsehfilm)
- 2016: Mr. Write (Fernsehfilm)
- 2018: Aller guten Dinge sind drei!  (Yes, I Do, Fernsehfilm)
- 2023: Dial S for Santa (Fernsehfilm)

### Fernsehserien
- 2006: Supernatural (eine Episode)
- 2012–2013: Arrow
- 2013–2014: Once Upon a Time – Es war einmal …
- 2014, 2015: Girlfriends’ Guide to Divorce (2 Episoden)
- 2015: UnREAL
- 2016: Motive
- 2018–2019: iZombie